# Kansas (Oklahoma)
Kansas és un poble dels Estats Units a l'estat d'Oklahoma. Segons el cens del 2000 tenia 685 habitants.

## Demografia
Segons el cens del 2000, Kansas tenia 685 habitants, 231 habitatges, i 182 famílies. La densitat de població era de 176,3 habitants per km².
Dels 231 habitatges en un 45% hi vivien nens de menys de 18 anys, en un 56,7% hi vivien parelles casades, en un 18,2% dones solteres, i en un 20,8% no eren unitats familiars. En el 19% dels habitatges hi vivien persones soles el 7,4% de les quals corresponia a persones de 65 anys o més que vivien soles. El nombre mitjà de persones vivint en cada habitatge era de 2,97 i el nombre mitjà de persones que vivien en cada família era de 3,36.
Per edats la població es repartia de la següent manera: un 34% tenia menys de 18 anys, un 10,7% entre 18 i 24, un 27,9% entre 25 i 44, un 18,2% de 45 a 60 i un 9,2% 65 anys o més.
L'edat mediana era de 29 anys. Per cada 100 dones de 18 o més anys hi havia 90,7 homes.
La renda mediana per habitatge era de 25.893 $ i la renda mediana per família de 26.736 $. Els homes tenien una renda mediana de 19.000 $ mentre que les dones 21.771 $. La renda per capita de la població era de 9.984 $. Entorn del 26,5% de les famílies i el 30,8% de la població estaven per davall del llindar de pobresa.

## Poblacions més properes
El següent diagrama mostra les poblacions més properes.